# Leiothylax quangensis
Leiothylax quangensis là một loài thực vật có hoa trong họ Podostemaceae. Loài này được (Engl.) Warm. mô tả khoa học đầu tiên năm 1899.